# Xã Center, Quận Montgomery, Arkansas
Xã Center (tiếng Anh: Center Township) là một xã thuộc quận Montgomery, tiểu bang Arkansas, Hoa Kỳ. Năm 2010, dân số của xã này là 1.106 người.